# Pieterburen
Pieterburen (in der Groninger Mundart Paiderboeren) ist ein Ort in der Gemeinde Het Hogeland in der Provinz Groningen im Nordosten der Niederlande. Der Ort hat 550 Einwohner (Stand: 1. Januar 2024).

## Geologie
Der Ort liegt auf dem sogenannten Hogeland, einer küstennahen Region, welche über die Jahrtausende durch Verlandung, Sedimentation, Sturmfluten und Schorrenbildung einige Meter über die Regionen des Umlandes wuchs. Das Mündungsgebiet der Hunze befand sich vor langer Zeit bei Pieterburen. Heute mündet die (heute kanalisierte) Hunze aus den erwähnten geologischen Veränderungen unter dem Namen Reitdiep in das Lauwersmeer. Pieterburen liegt genau über einem mächtigen pyramidenförmigen Salzstock, der in 218 m Tiefe beginnt. Er wurde in den Jahren 1976 und 2011 durch Bohrungen und seismische Erkundung vermessen und sollte möglicherweise als Erdgasspeicher genutzt werden.
Auch als Lagerstätte für radioaktiven Abfall kam er ins Gespräch.
Durch die Gasförderung im Raum Groningen kommt es immer wieder zu Erdstößen, welche auch Häuser beschädigen.
Das umgebende fruchtbare Agrarland (Lehmböden) wird von fünf landwirtschaftlichen Betrieben bewirtschaftet.

## Geschichte
Pieterburen wurde erstmals im 14. Jahrhundert urkundlich erwähnt. So lautet eine Stelle in einem Schriftstück von 1371 „de parochianen van Sint Pieter in het nieuwe land“. Die erste Erwähnung einer Kirche in Pieterburen datiert von 1448. Im Jahr 1990 gelangte der Ort zur Großgemeinde De Marne und wurde bis 2019 vom Sitz der Gemeinde in Leens aus verwaltet. Seither ist es Teil der Gemeinde Het Hogeland.

## Kultur
Ungefähr nördlich des Dorfes befand sich die Borg Dijksterhuis, ein burgähnlicher Villenbau („Borg“), der 1903 abgerissen wurde. Das Abbruchmaterial wurde unter anderem für den Hausbau Pieterburens verwandt.

## Sehenswürdigkeiten
- die Seehunde-Auffangstation Pieterburen
- Die gotische Petruskirche ehemals mit einer Schnitgerorgel und Schnitzereien von Allert Meijer und Jan de Rijk
- Der botanische Garten Domies Toen (zu deutsch etwa „Pfarrgarten“) mit einem Fething (Regenwassersammelbecken) von 1300.
- Die Getreide- und Schälmühle De Vier Winden von 1846. Die Mühle ist heute als Ausbildungsmühle für freiwillige Müller in Verwendung.
- 2007 gab es eine Dorferneuerung. Die Hauptstraße, die durch das Dorf führt (siehe auch Straßendorf), wurde erneuert und ein Mehrzweckplatz angelegt. Der Martenspad wurde asphaltiert und ist nun ein Radwanderweg von Pieterburen zum nahen Wattenmeer.

## Galerie

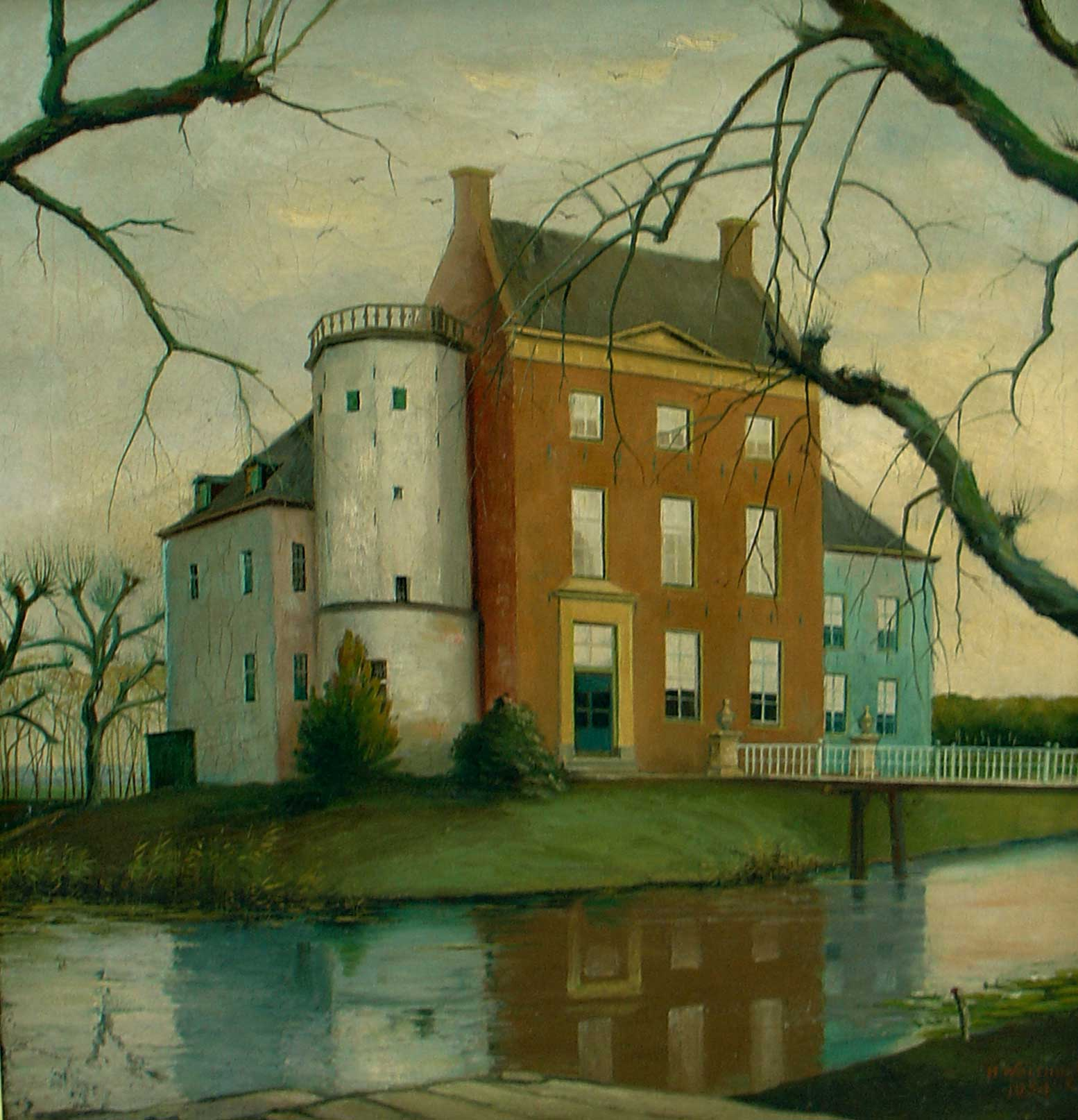
Vormalige Burg Dijksterhuis bei Pieterburen
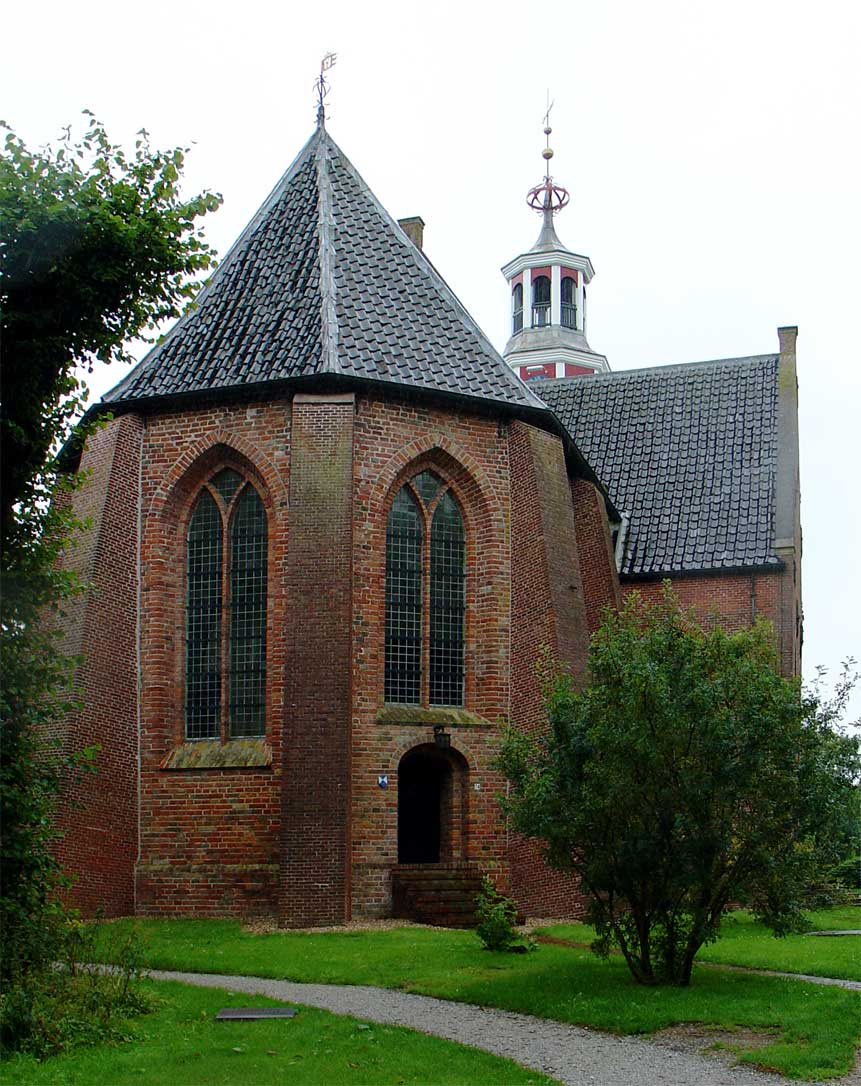
Die Petruskirche von Pieterburen
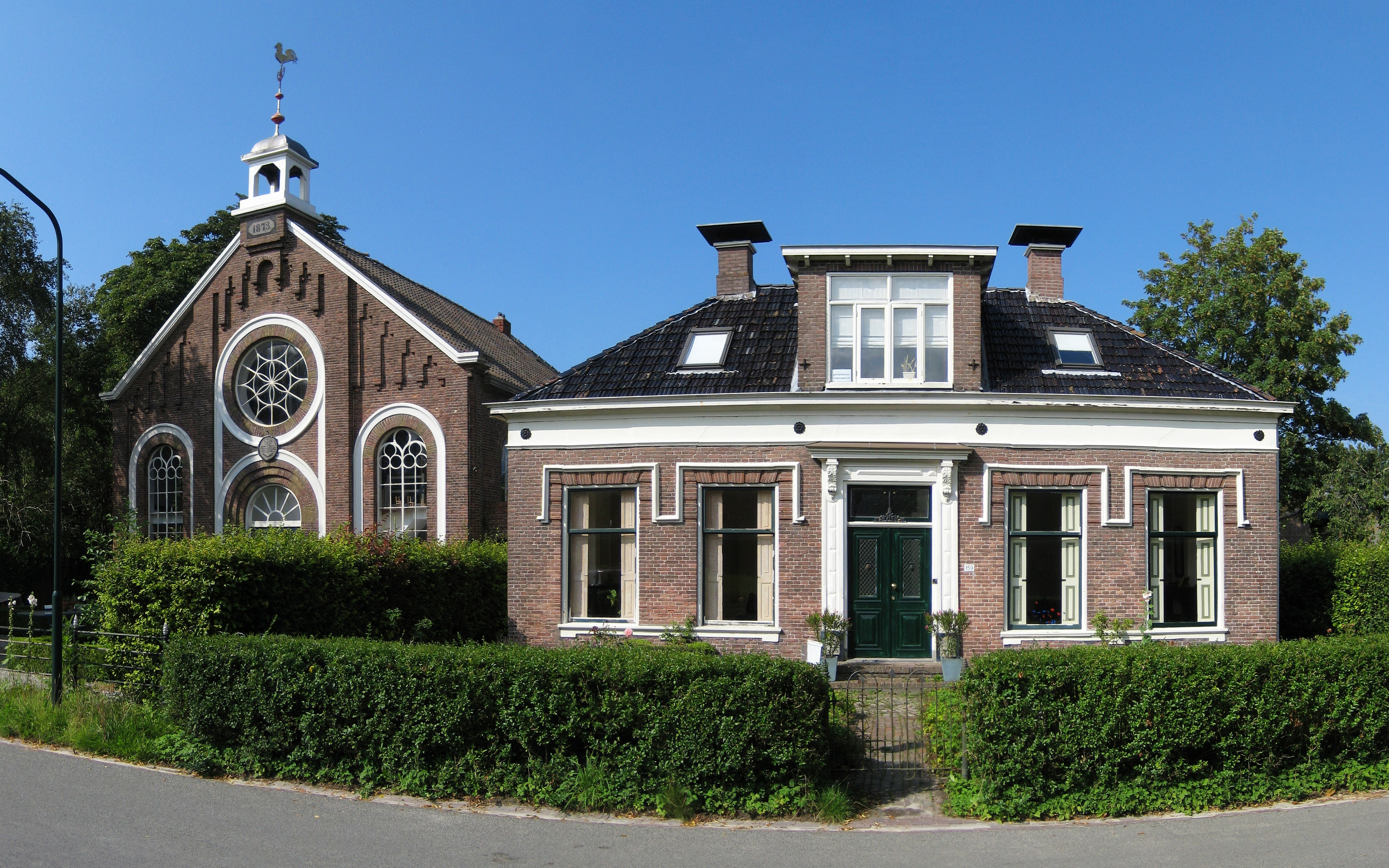
Die ehemalige Reformierte Kirche

## Sport und Freizeit
- Das Dorf ist ein Start- und Zielpunkt für Wattwanderer.
- Der Ort ist auch der Anfangspunkt des „Pieterpad“, des bekanntesten niederländischen Fernwanderweges, der von dort auf einer etwa 490 km langen Route bis zum Pietersberg bei Maastricht verläuft.[6]
- Durch den Ort führt der Europäische Fernwanderweg E9, der auf der Strecke von Lauwersoog bis Bad Nieuweschans auch „Watten- und Warftenpfad“ (niederländisch: „Wad- en Wierdenpad“) genannt wird.

## Persönlichkeiten
- Cornelis Simon Meijer (1904–1974), Mathematiker und Hochschullehrer